# Камшот

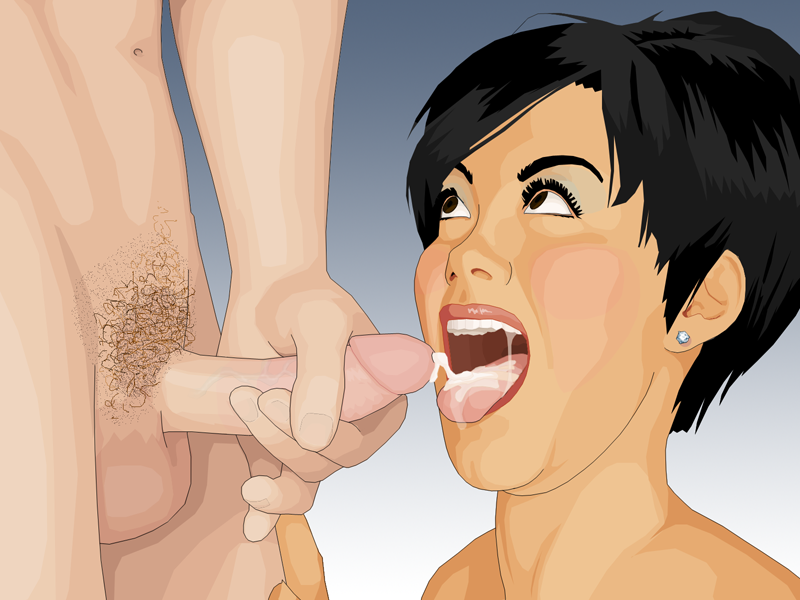
Иллюстрация орального камшота, в которой мужчина эякулирует на язык девушки

Cumshot (от англ. cum shot — «выстрел спермой», русск. транслитерация: камшот) — жаргонный термин, изначально берущий начало в порнографии для обозначения мужской эякуляции на партнёра (в рот, на язык, на грудь («жемчужное ожерелье»), на лобок, на живот, на ноги и так далее). Наиболее часто достигается путём мастурбации, минета или ручной стимуляции пениса.

## Порнография и эротика без демонстрации эякуляции
Исключением для данной процедуры является эротика, в которой может быть показан половой акт, однако, как правило, без акцентированной демонстрации половых органов и, соответственно, демонстрации эякуляции. Однако в фильмах, признанных эротическими, подобные сцены могут присутствовать, примерами могут служить такие фильмы, как «Империя чувств» и «9 песен».

## Критика

### Положительная
Писательница, активистка и сексолог Биатрис Фауст считает, что данный процесс ни в коем случае нельзя считать неуважительным по отношению к девушкам, а скорее наоборот: «С эякуляцией в пустое пространство мужчинам неинтересно, эякуляция на девушку поддерживает страстное настроение, а также высшую степень возбуждения и является показателем близости партнеров».
Сексолог Синди Паттон утверждает, что в западной культуре эякуляция на девушку либо в ее рот является хорошим средством показа мужского оргазма — без неё в сексе для мужчины недостаточно хорошо раскрывается концовка. Другими словами, «cumshot» является своего рода «точкой» в конце предложения. Мужчинам важно, как женщина принимает его сперму и чем серьезнее их отношения, тем больше желание осуществить с ней либидиозную связь. (В случайных связях нет такой взаимосвязи.) Готовность женщины на подсознательном уровне говорит о том, что она уважает желания своего партнёра и готова даже на некоторый дискомфорт ради него. Неприязнь или отвращение сам вкус спермы не вызывает, т.к. практически отсутствует. Отвращение вызвано лишь психологическими факторами, которые несложно побороть при наличии желания и практике. Научно доказано, что женщина, которая принимает сперму своего партнёра является для него более привлекательной и наоборот. Проявление симптомов отвращения является оскорбительным и может подорвать интерес к дальнейшим отношениям.

### Отрицательная
Американская порноактриса и режиссёр Кандида Ройэлл негативно высказывалась по поводу «cumshot». По её словам, она часто избегала показа эякуляции в своих фильмах, чтобы передать эмоциональные, а не физические ощущения мужчины, сосредоточившись на наслаждении девушек. Но в обычной жизни она не против камшота или проглатывания спермы своих партнёров, но при одном только условии, что партнёр готов для нее сделать то же самое.